# Oncidiinae
Oncidiinae — подтриба трибы Cymbidieae, подсемейства Эпидендровые, семейства Орхидные.
Название подтрибы образовано от названия типового рода подтрибы — Oncidium.

## Биологическое описание
Симподиальные растения от мелких до крупных размеров. 
Большинство видов имеет хорошо развитые псевдобульбы и кондупликатные листья.

## Систематика
По системе Роберта Л. Дресслера подтриба Oncidiinae включает 79 родов:
| - Ada - Amparoa - Anneliesia - Antillanorchis - Aspasia - Binotia - Brachtia - Brassia - Buesiella - Capanemia - Caucaea - Cischweinfia - Cochlioda - Comparettia - Cuitlauzina - Cypholoron - Diadenium - Dignathe - Erycina - Fernandezia - Gomesa - Helcia - Hybochilus - Ionopsis - Konantzia - Lemboglossum - Leochilus | - Leucohyle - Lockhartia - Macradenia - Macroclinium - Mesoglossum - Mesospinidium - Mexicoa - Miltonia - Miltoniopsis - Neodryas - Neokoehleria - Notylia - Odontoglossum - Oliveriana - Oncidium - Osmoglossum - Otoglossum - Pachyphyllum - Palumbina - Papperitzia - Plectrophora - Polyotidium - Psychopsiella - Psychopsis - Pterostemma - Quekettia | - Raycadenco - Rodriguezia - Rodrigueziella - Rodrigueziopsis - Rossioglossum - Rusbyella - Sanderella - Saundersia - Scelochiloides - Scelochilus - Schunkea - Sigmatostalix - Solenidiopsis - Solenidium - Stictophyllum - Suarezia - Sutrina - Symphyglossum - Systeloglossum - Ticoglossum - Tolumnia - Trichocentrum - Trichopilia - Trizeuxis - Warmingia |